# 블루보틀 커피

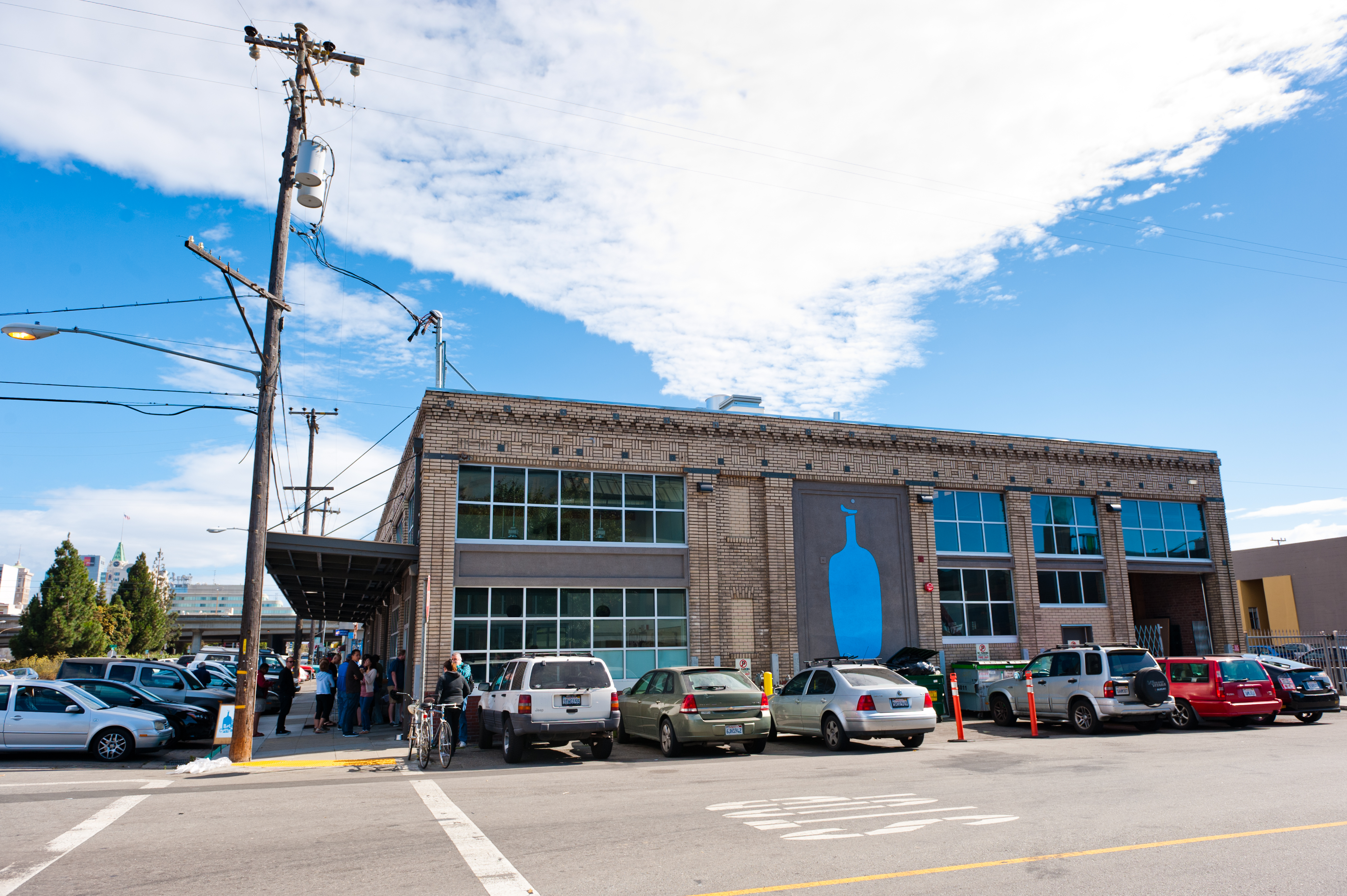
오클랜드에 있는 블루보틀의 시설

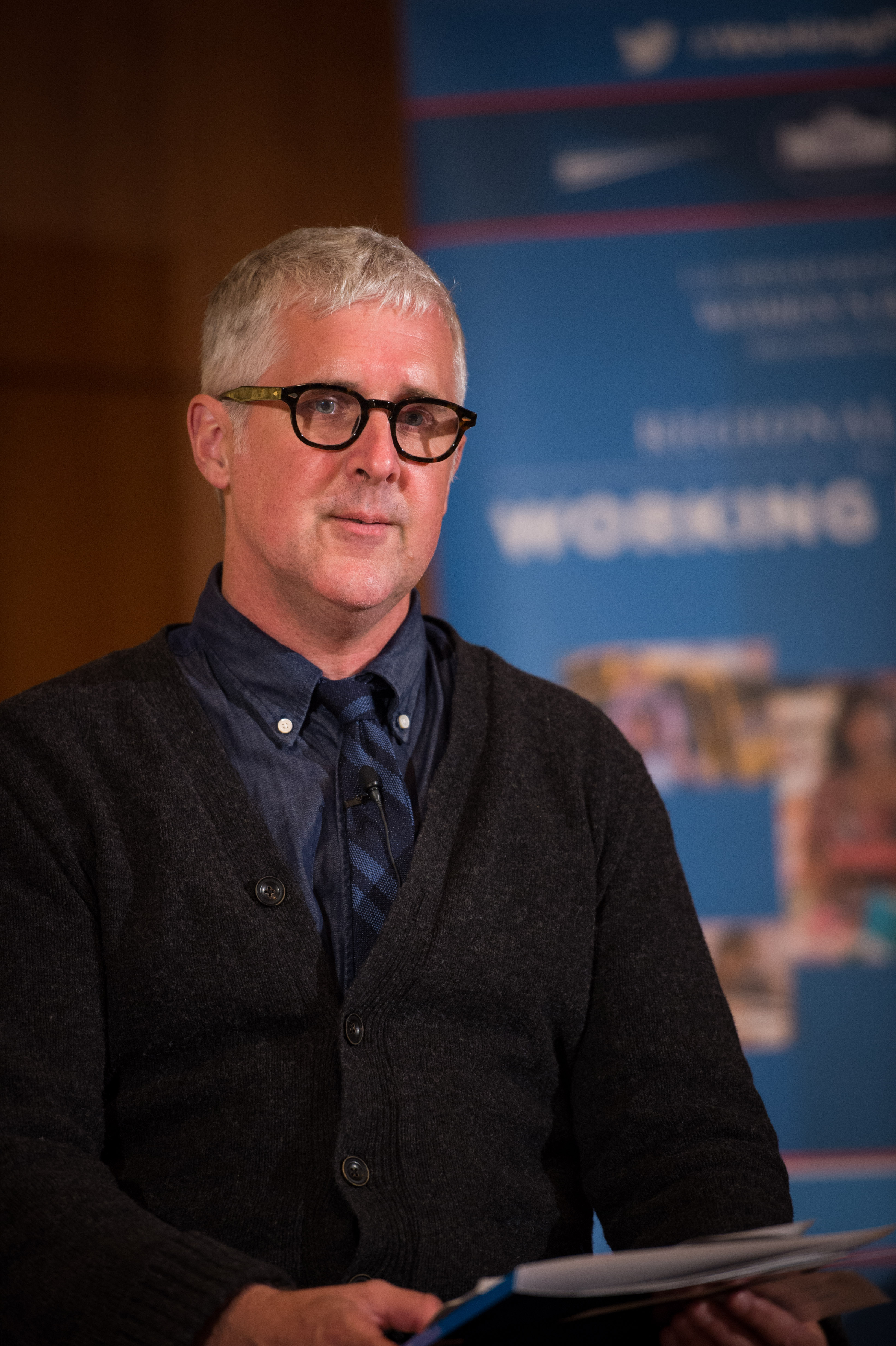
블루보틀 커피의 제임스 프리먼 최고 경영자 (2014년)

블루보틀 커피(영어: Blue Bottle Coffee)는 미국 캘리포니아주 오클랜드에 본사를 두고 있는 커피 로스터 및 소매 업체다. 2017년 회사의 대주주 네슬레에 인수되었다. 그것은 제3의 파도 커피의 주요 선수로 간주된다. 이 회사는 단일 원산 콩에 중점을 둔다. 회사의 설립자는 제임스 프리먼이다.

## 위치
미국 캘리포니아주 오클랜드에 본사를 두고 있는 이 회사는 곧 다른 지역으로도 확대되었다. 블루보틀은 페리 빌딩과 샌프란시스코 현대미술관의 옥상 정원을 비롯하여 샌프란시스코 주변 여러 카페로 확장되었다. 이 회사는 2016년에 29개의 매장을 운영했으며 2017년 말까지 캘리포니아, 뉴욕, 워싱턴, 마이애미 및 도쿄에서 50개가 넘는 카페를 열였다.

## 역사
제임스 프리먼은 2000년 초 캘리포니아주 오클랜드에서 블루보틀 커피를 설립하여 유럽 최초의 카페인 블루보틀 커피 하우스에서 이름을 빌렸다. 그의 의도는 처음에는 가정 배달 서비스로 구운 후 24시간 이내에 판매할 수 있도록 소량의 로트(6 lbs.s 로스트)로 커피를 구워내는 것이었다. 블루보틀은 곧 배달을 중단하고 전통적인 카페로 열었다.
블루보틀은 샌프란시스코의 샌프란시스코 베이 에어리어의 다른 지역을 개장한 후 2010년에 뉴욕에 첫 번째 위치를 시작했다. 회사 소유의 상점에는 "지브롤터"와 같은 메뉴 외 항목이 있다.
2012년 블루보틀은 2,000만 달러의 벤처 캐피털 투자를 받았다.
2014년 1월, 블루보틀은 새로운 자금 조달 라운드에서 $25.75M을 모금했다.
2015년에 블루보틀은 벤처 캐피탈 라운드를 마쳤으며 피델리티가 이끄는 투자자가 7,000만 달러를 모았다.
창립 이래, 회사는 투자자로부터 1억 2천만 달러를 모금했다.
2017년 9월 세계 최대의 음식 및 음료 회사인 네슬레 사가 블루보틀의 지분을 인수했다. 거래의 재무 세부사항은 공개되지 않았다. 그 동안, 파이낸셜 타임스(Financial Times)는 "네슬레가 블루보틀에 68%의 지분 $ 500m까지 지불하는 것으로 이해된다"라고 보도 했다. 블루보틀은 2017년에 70%까지 판매를 증가할 것으로 예상한다.

## 나라별 블루보틀

### 미국
2002년 처음에 문을 열었다. 캘리포니아주 오클랜드에 본사를 두고 있으며 다른 지역에도 운영 중이다. 뉴욕은 2010년 처음에 점포를 세웠다.

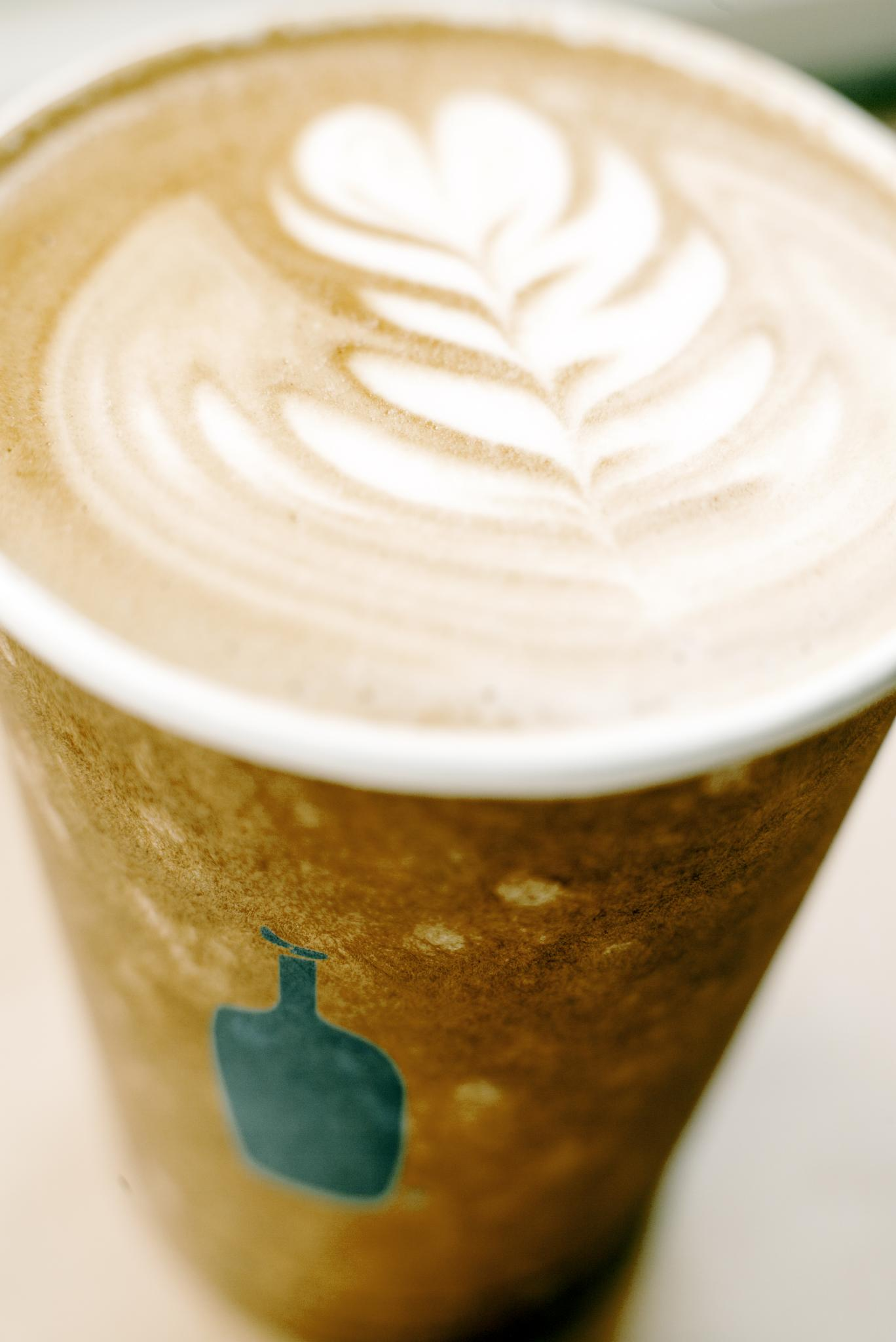
블루보틀 민트 플라자
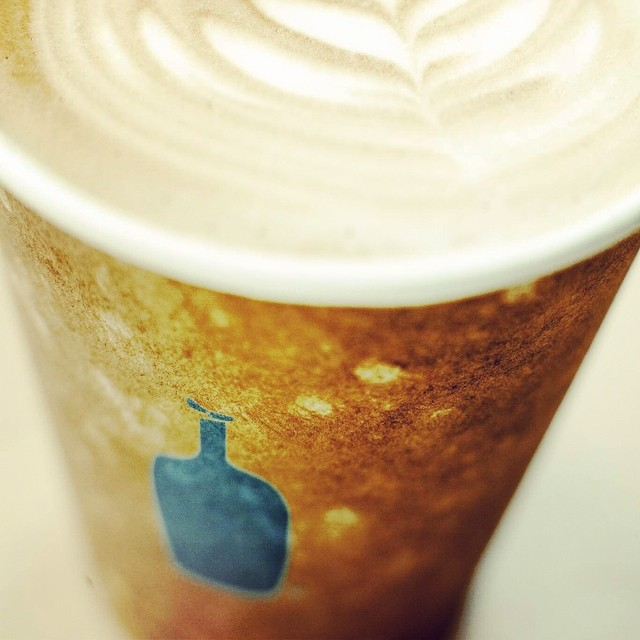
블루보틀 모멘트

### 일본
2015년 2월 6일에는 미국 최초로 해외 점포로 일본의 도쿄 도 고토구 히라노(기요스미시라카와 역 부근)에 "맑고 시라카와 로스 탈리 & 카페"를 개점했다. 또한, 이 점포의 진출 이전에도 도쿄 도 시부야구 우다가와 쵸의 세이부 백화점 시부야점 모뷔타관 지하 개회식에 2009년 10월 23일에 개점한 카페 "POTLUCK"(냄비 랙)에서 "블루보틀 커피"라는 커피가 제공되었다. 이이 카페는 1년 후에 폐점하고 있다.

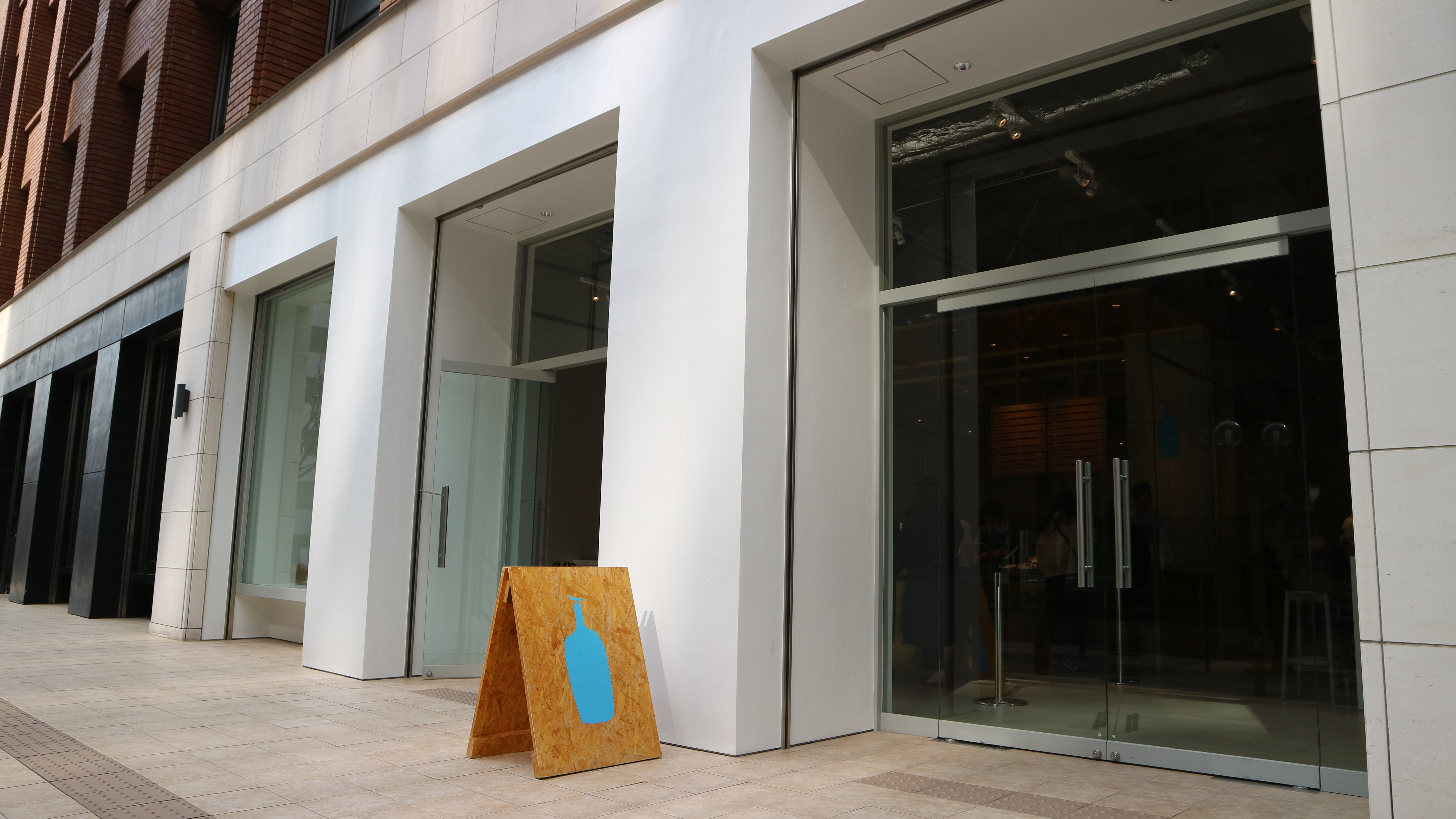
블루보틀 고베 카페
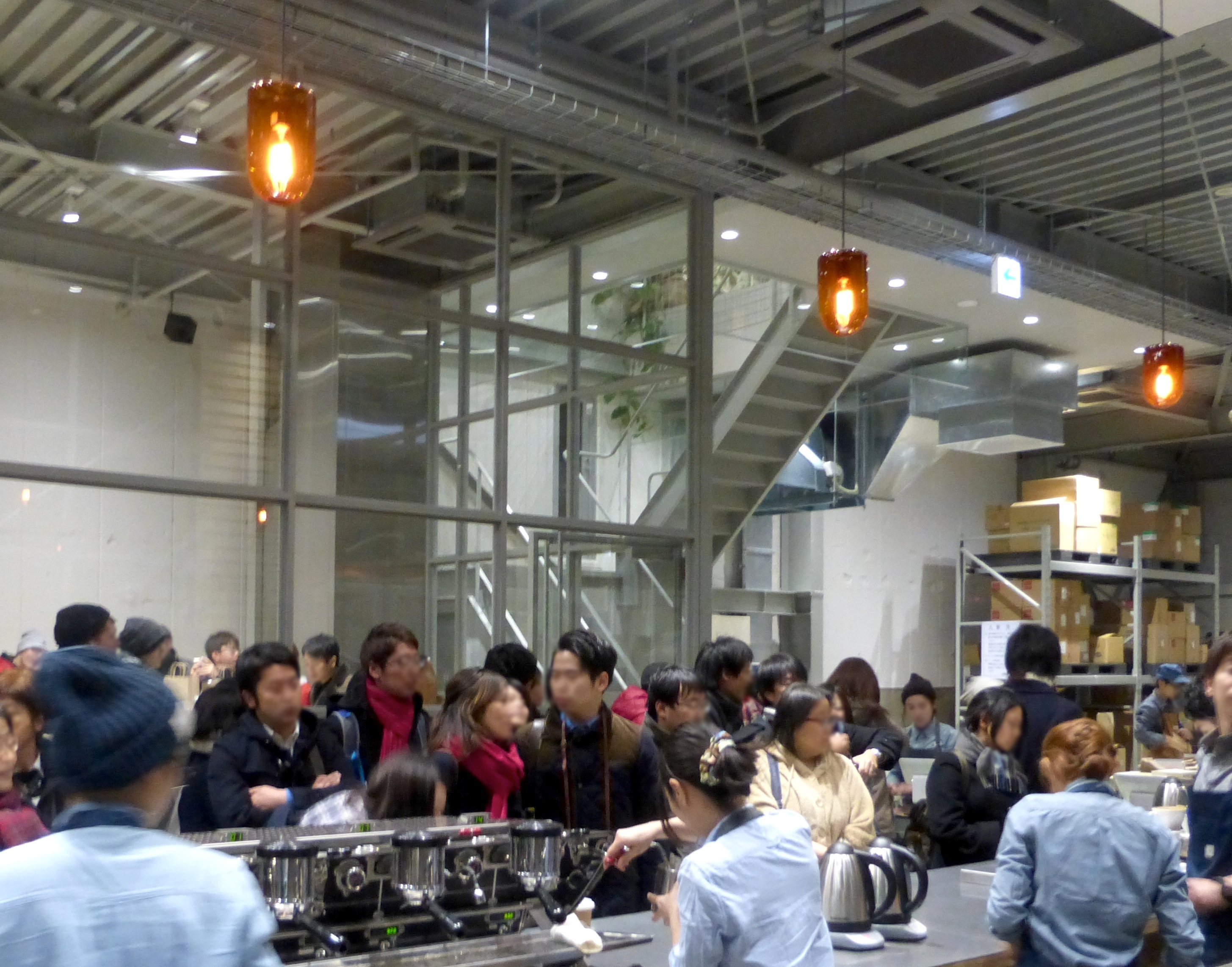
블루보틀 커피의 일본 제 1호점인 맑고 시라카와 로스 탈리 & 카페
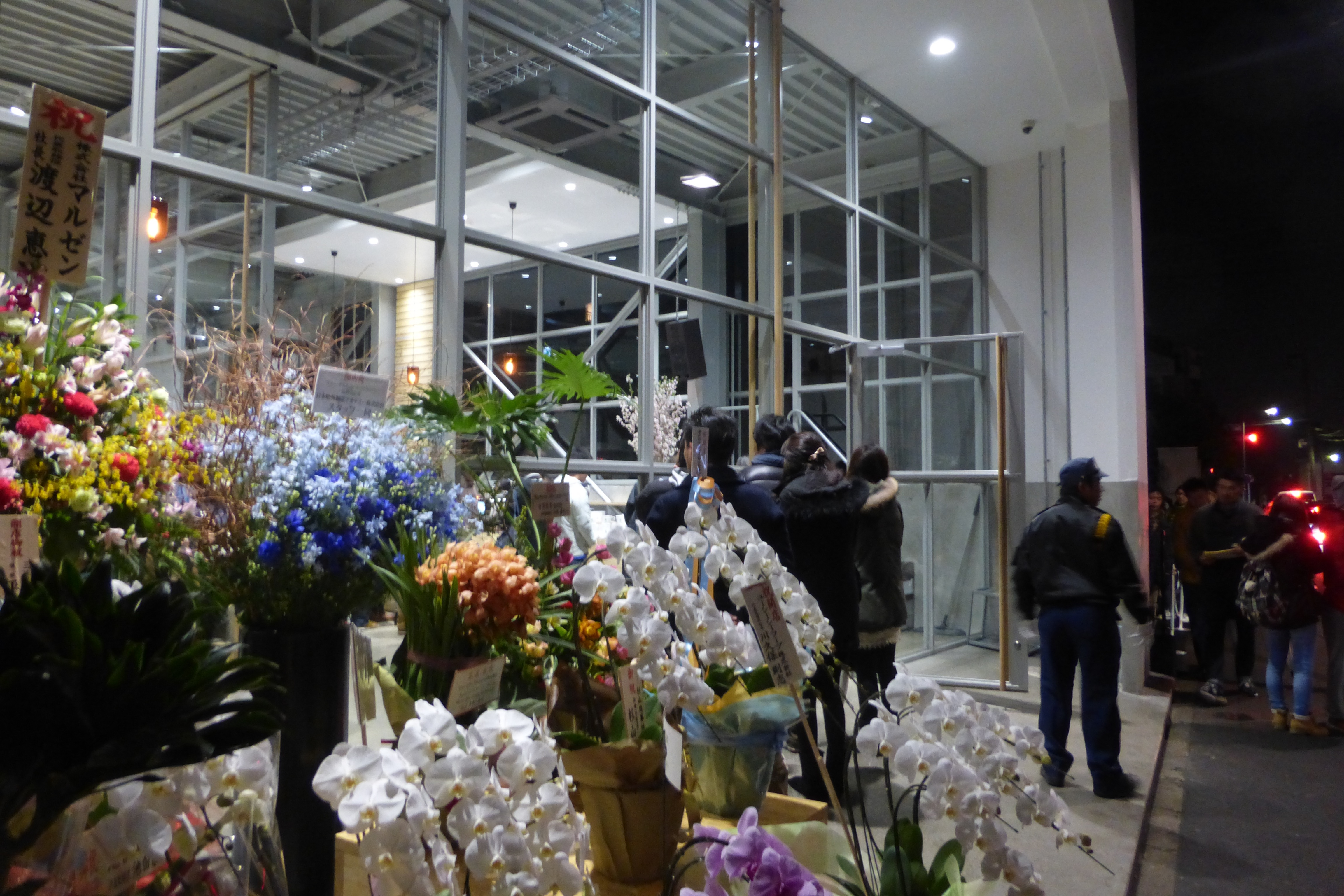
블루보틀 커피의 일본 제 1호점인 맑고 시라카와 로스 탈리 & 카페
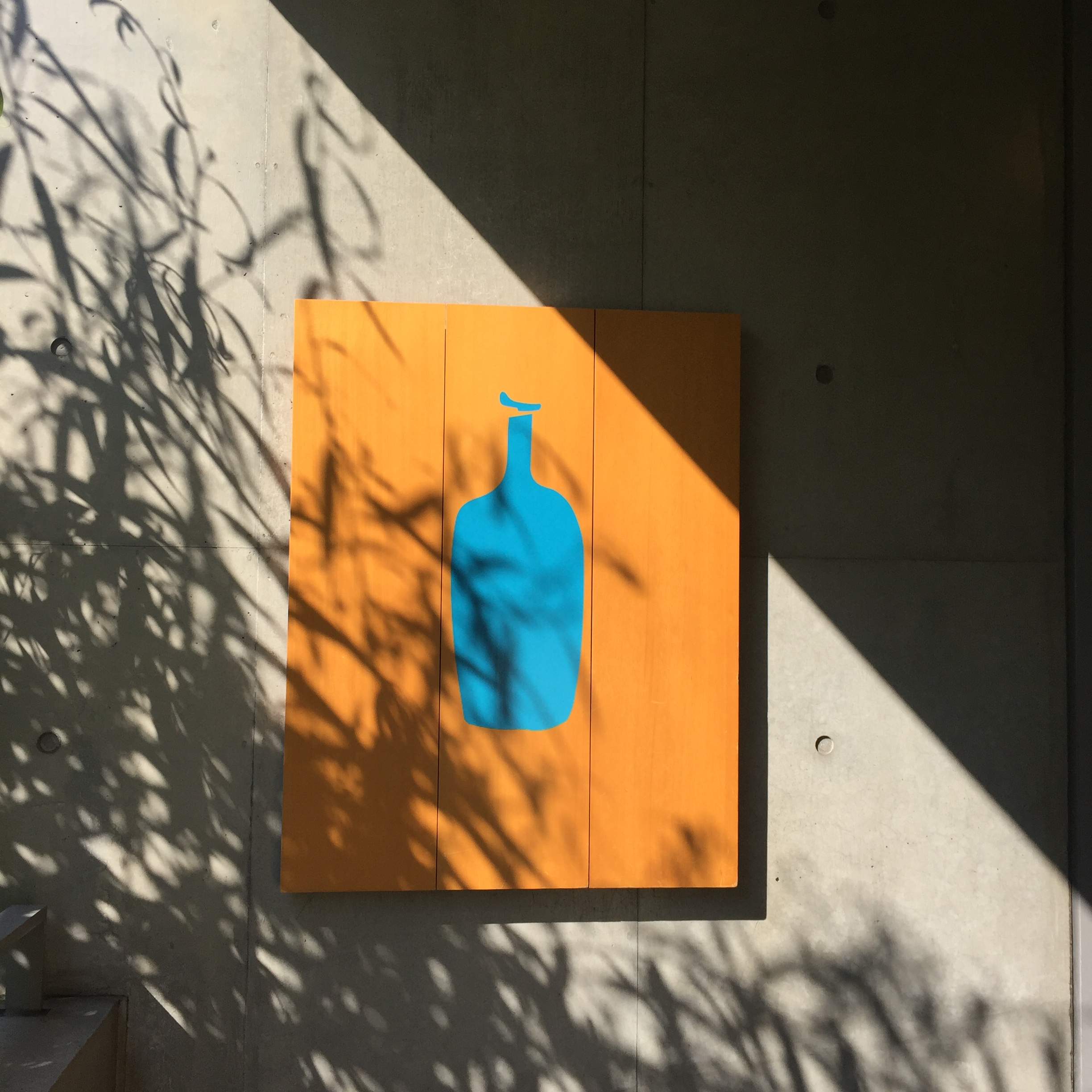
블루보틀 아오야마점(도쿄)
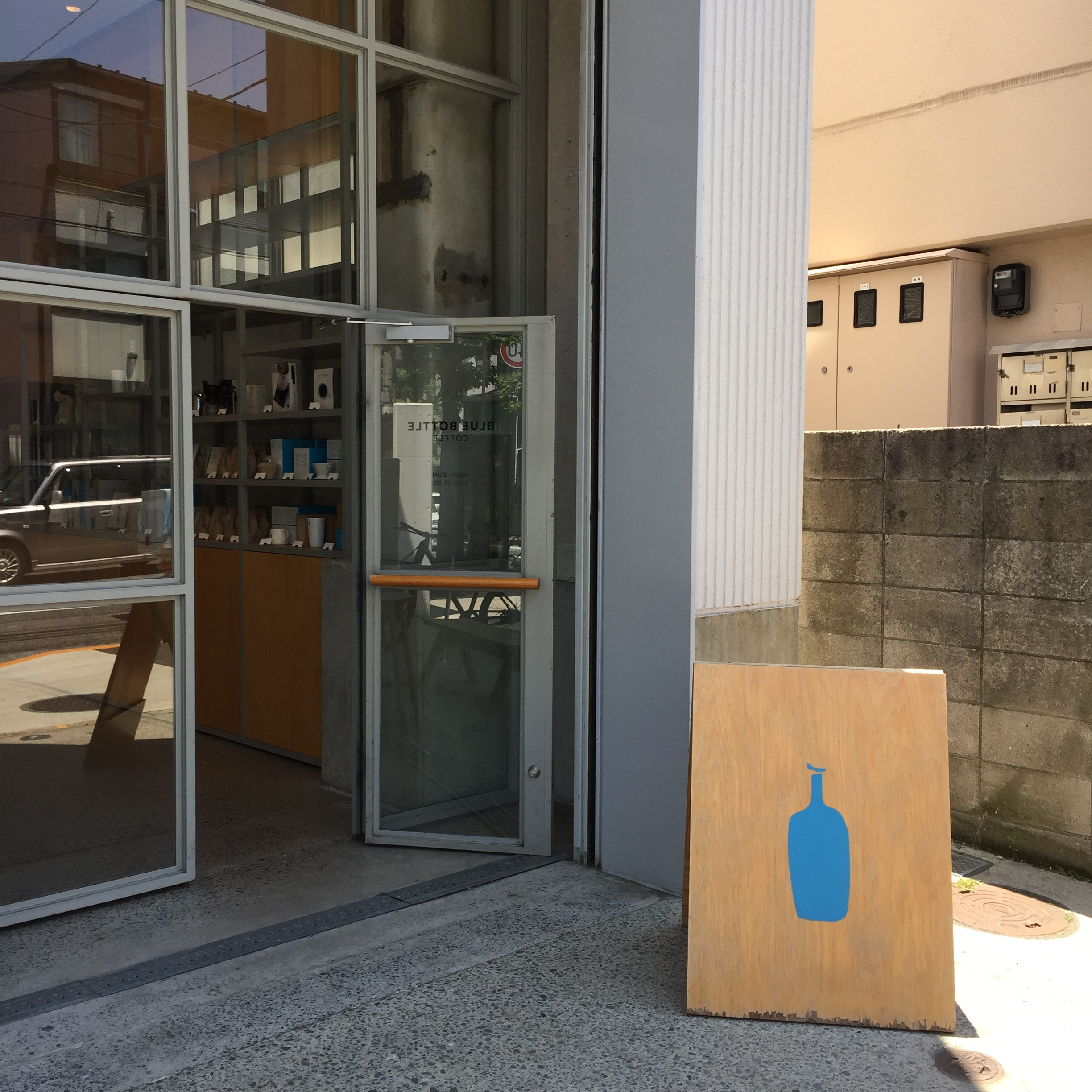
블루보틀 나카메구로점(도쿄)
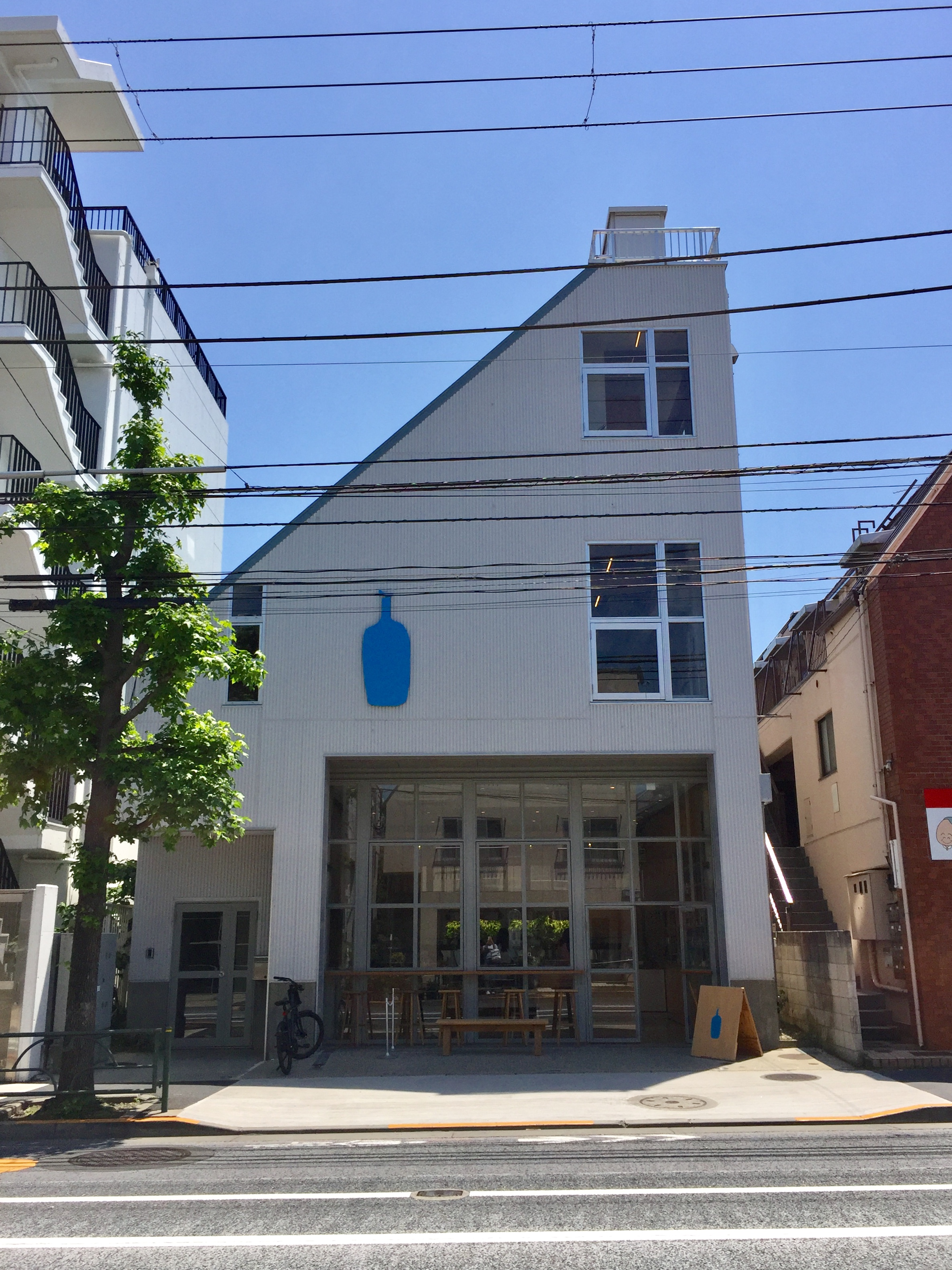
블루보틀 나카메구로점(도쿄)

### 대한민국
2017년 12월부터 2018년 3월 사이에 대한민국에 진출한다는 기사가 나왔다. 기사에 따르면 1호점은 삼성동이 될 전망이다. 그러나 블루보틀 커피의 공식 발표는 나오지 않은 상태였다.
2018년 6월 19일, 서울특별시 종로구 종로 47, 20층 (공평동)에서 블루보틀커피코리아 유한회사를 설립하였으며, 2019년 2월 7일 현 위치인 서울특별시 성동구 아차산로 7 (성수동1가)로 이전하였다.
2019년 5월 3일, 1호점은 서울특별시 성동구 성수동1가에 개점하였다. 대한민국은 블루보틀의 해외 진출 국가로는 일본에 이어 두 번째이다.
| 광역 자치      | 기초 자치 점포 | 비고 |
| -------------- | --- | ---- |
| 서울특별시     | 광화문점, 삼청점, 성수점(1호점), 압구정점, 여의도점, 역삼점, 한남점, 명동점, 잠실점, 홍대점, 연남점, 삼성점(영업종료) |      |
| 제주특별자치도 | 제주점 |      |